# Dolores Richard Spikes
Dolores Rirchard Spikes (Baton Rouge, 24 de agosto de 1936 - 1 de junio de 2015 ), nombre de nacimiento Dolores Margaret Richard fue una profesora y matemática estadounidense. 
Hija de Margaret Patterson y Lawrence Granville.
Fue la primera mujer afroamericana en obtener un doctorado en matemáticas de la Universidad Estatal de Luisiana en 1971, graduándose summa cum laude. Spikes también fue el primer rector de la universidad femenina y más tarde en la primera mujer presidente de un sistema universitario en los Estados Unidos.
Fue distinguida con el Premio Educacional Thurgood Marshall.